# Rhodon
Rhodon és un municipi francès al departament del Loir i Cher (regió de Centre). L'any 2007 tenia 92 habitants.

## Demografia

### Població
El 2007 la població de fet de Rhodon era de 92 persones. Hi havia 43 famílies, de les quals 18 eren unipersonals (18 homes vivint sols), 11 parelles sense fills i 14 parelles amb fills.
La població ha evolucionat segons el següent gràfic:

### Habitatges
El 2007 hi havia 49 habitatges, 41 eren l'habitatge principal de la família, 5 eren segones residències i 3 estaven desocupats. 47 eren cases i 2 eren apartaments. Dels 41 habitatges principals, 31 estaven ocupats pels seus propietaris i 10 estaven llogats i ocupats pels llogaters; 2 tenien una cambra, 5 en tenien dues, 5 en tenien tres, 11 en tenien quatre i 18 en tenien cinc o més. 28 habitatges disposaven pel capbaix d'una plaça de pàrquing. A 18 habitatges hi havia un automòbil i a 20 n'hi havia dos o més.

### Piràmide de població
La piràmide de població per edats i sexe el 2009 era:
| Homes | Edats   | Dones |
| ----- | ------- | ----- |
| 0     | 95 o +  | 0     |
| 0     | 90 a 94 | 0     |
| 0     | 85 a 89 | 4     |
| 0     | 80 a 84 | 4     |
| 0     | 75 a 79 | 0     |
| 0     | 70 a 74 | 0     |
| 4     | 65 a 69 | 0     |
| 4     | 60 a 64 | 4     |
| 0     | 55 a 59 | 4     |
| 0     | 50 a 54 | 0     |
| 0     | 45 a 49 | 0     |
| 0     | 40 a 44 | 0     |
| 12    | 35 a 39 | 8     |
| 8     | 30 a 34 | 4     |
| 8     | 25 a 29 | 4     |
| 0     | 20 a 24 | 4     |
| 0     | 15 a 19 | 0     |
| 4     | 10 a 14 | 4     |
| 4     | 5 a 9   | 12    |
| 4     | 0 a 4   | 4     |

## Economia
El 2007 la població en edat de treballar era de 59 persones, 51 eren actives i 8 eren inactives. De les 51 persones actives 49 estaven ocupades (27 homes i 22 dones) i 3 estaven aturades (2 homes i 1 dona). De les 8 persones inactives 2 estaven jubilades, 3 estaven estudiant i 3 estaven classificades com a «altres inactius».
Activitats econòmiques
Dels 10 establiments que hi havia el 2007, 3 eren d'empreses de fabricació d'altres productes industrials, 2 d'empreses de construcció, 2 d'empreses de comerç i reparació d'automòbils, 1 d'una empresa d'hostatgeria i restauració i 2 d'empreses de serveis.
Dels 3 establiments de servei als particulars que hi havia el 2009, 1 era un guixaire pintor, 1 empresa de construcció i 1 restaurant.
L'únic establiment comercial que hi havia el 2009 era una botiga de mobles.
L'any 2000 a Rhodon hi havia 4 explotacions agrícoles que ocupaven un total de 440 hectàrees.

## Poblacions properes
El següent diagrama mostra les poblacions més properes.